# Grammy Awards 1988
La 30ª edizione dei Grammy Awards si è svolta il 2 marzo 1988 presso la Radio City Music Hall di New York.

## Vincitori e candidati

### Categorie principali

#### Registrazione dell'anno
- Graceland - Paul Simon; Paul Simon (produttore)
- La Bamba - Los Lobos; Los Lobos e Mitchell Froom (produttori)
- I Still Haven't Found What I'm Looking For - U2; Brian Eno e Daniel Lanois (produttori)
- Luka - Suzanne Vega; Steve Addabbo e Lenny Kaye (produttori)
- Back In The High Life Again - Steve Winwood; Russ Titelman e Steve Winwood (produttori)

#### Canzone dell'anno
- Somewhere Out There, scritta da James Horner, Barry Mann e Cynthia Weil, cantata da Linda Ronstadt e James Ingram
- La Bamba, scritta da Ritchie Valens, cantata dai Los Lobos
- I Still Haven't Found What I'm Looking For, scritta da Adam Clayton, David Evans, Larry Mullen, Paul Hewson, cantata dagli U2
- Luka, scritta e cantata da Suzanne Vega
- Didn't We Almost Have It All, scritta da Michael Masser e Will Jennings, cantata da Whitney Houston

#### Album dell'anno
- The Joshua Tree - U2
- Whitney - Whitney Houston
- Bad - Michael Jackson
- Trio - Dolly Parton, Linda Ronstadt ed Emmylou Harris
- Sign o' the Times - Prince

#### Miglior artista esordiente
- Jody Watley
- Breakfast Club
- Cutting Crew
- Terence Trent D'Arby
- Swing Out Sister

### Country

#### Miglior canzone country
- Forever and Ever, Amen - Randy Travis, Paul Overstreet & Don Schlitz

### Pop

#### Miglior interpretazione pop vocale femminile
- Whitney Houston - I Wanna Dance with Somebody (Who Loves Me)
- Belinda Carlisle - Heaven Is a Place on Earth
- Carly Simon - Coming Around Again
- Barbra Streisand - One Voice
- Suzanne Vega - Luka

#### Miglior interpretazione pop vocale maschile
- Sting - Bring on the Night
- Michael Jackson - Bad
- Bruce Springsteen - Brilliant Disguise
- Elton John - Candle in the Wind (live 1986)
- Al Jarreau - Moonlighting (theme)

#### Miglior interpretazione pop vocale di un gruppo/duo
- (I've Had) The Time of My Life - Bill Medley & Jennifer Warnes

### Produzione ed ingegneria del suono

#### Produttore dell'anno, non classico
- Narada Michael Walden
- Emilio Estefan e The Jerks
- Quincy Jones e Michael Jackson
- Daniel Lanois e Brian Eno
- John Mellencamp e Don Gehman

#### Miglior ingegnere del suono
- Bruce Swedien, Humberto Gatica per Bad - Michael Jackson[3]

### Reggae

#### Miglior registrazione reggae
- No Nuclear War - Peter Tosh
- Brutal Dub - Black Uhuru
- People of the World - Burning Spear
- Hold On to Love - Third World
- UB40 CCCP: Live in Moscow - UB40

### R&B

#### Miglior canzone R&B
- Lean on Me, scritta da Bill Withers, eseguita dai Club Nouveau
- Just to See Her, scritta da Jimmy George e Lou Pardini, eseguita da Smokey Robinson
- U Got the Look, scritta da Prince, eseguita da Prince e Sheena Easton
- Casanova, scritta da Reggie Calloway, eseguita da LeVert
- Skeletons, scritta ed eseguita Stevie Wonder

### Rock

#### Miglior interpretazione rock vocale solista
- Bruce Springsteen - Tunnel of Love
- Joe Cocker – Unchain My Heart
- Richard Marx – Don't Mean Nothing
- Bob Seger – Shakedown
- Tina Turner – Better Be Good to Me

#### Miglior interpretazione rock vocale di un gruppo/duo
- U2 - The Joshua Tree
- Georgia Satellites – Keep Your Hands to Yourself
- Heart – Bad Animals
- Los Lobos – By the Light of the Moon
- Yes – Big Generator

### New Age

#### Miglior interpretazione new age
- Yusef Lateef - Yusef Lateef's Little Symphony
- Paul Horn – Traveler
- Kitarō – The Field
- Montreaux – Sweet Intentions
- Patrick O'Hearn – Between Two Worlds
- Liz Story – Reconciliations